# Дворец Чапских (Краков)
Дворец Чапских, в разное время также назывался Дворцом Красинских и Дворцом Гуттен-Чапских (пол. Pałac Czapskich,  Pałac Krasińskich, Pałac Hutten-Czapskich) — архитектурный памятник, находящийся в Кракове на улице Пилсудского, 10-12. В настоящее время в здании находится «Музей Чапских», который является филиалом краковского Национального музея. Здание внесено в реестр охраняемых памятников Малопольского воеводства.

## История
В 1883 году польский врач и общественный деятель Хуберт Антоний Красинский переехал в Краков из своего поместья на Украине и стал строить дом по проекту архитектора Антония Седляка. Строительство закончилось в 1884 году. Хуберт Антоний Красинский проживал в нём ло своей смерти в 1890 году. В 1894 году здание приобрёл коллекционер Эмерик Гуттен-Чапский, который организовал в здании отдельный павильон для демонстрации своей нумизматической коллекции и разместил в нём свою библиотеку, которые он доставил из своего поместья в Станьково. Этот павильон построил в 1896 году польский архитектор Тадеуш Стрыенский. К павильону с улицы вели отдельные ворота. Над входом в павильон находилась надпись на латинском языке над входом «Monumentis Patriae naufragio ereptis».
В павильоне была представлена экспозиция из нумизматической коллекции Эмерика Гуттен-Чапского, которая в 1903 году была подарена Кракову. В 1904 году коллекция стала филиалом краковского Национального музея.
10 июня 1968 года Дворец Чапских был внесён в реестр охраняемых памятников Малопольского воеводства (№А-106).